# Ole Rasmussen
Ole Bo Rasmussen (Amager, 19 maart 1952) is een voormalig voetballer uit Denemarken, die speelde als verdediger. Hij beëindigde zijn loopbaan in 1986 bij de Deense club Næstved IF.

## Clubcarrière
Rasmussen speelde clubvoetbal in Denemarken en Duitsland. Hij begon zijn loopbaan bij Næstved IF en maakte in 1975 de overstap naar Hertha BSC.

## Interlandcarrière
Rasmussen speelde in totaal 41 officiële interlands (één goal) voor Denemarken. Onder leiding van de Oostenrijkse bondscoach Rudi Strittich maakte hij zijn debuut op 25 september 1975 in de vriendschappelijke uitwedstrijd tegen Zweden (0–0) in Malmö, net als Svend Christensen (Næstved IF) en Andreas Bartram (Odense BK). Hij nam met zijn vaderland deel aan het EK voetbal 1984 in Frankrijk.